# Aardklop

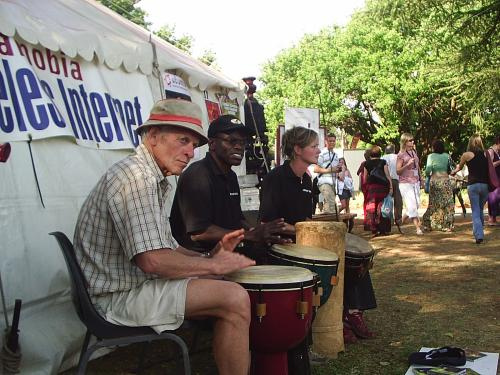
Ardklop es un festival anual donde puedes disfrutar de música Sudáfricana y disfrutar de una cultura llena de emoción

El Aardklop es un festival anual de artes sudafricano realizado desde 1998 en la ciudad de Potchefstroom en el norte de Sudáfrica. El festival reúne teatro afrikáans, baile, música, cabaret y artes visuales, y es realizado en una variedad de salas dentro y alrededor de la ciudad.

## Sitio web oficial
- Aardklop
- Wikimedia Commons alberga una categoría multimedia sobre Aardklop.

- Datos: Q3642773
- Multimedia: Aardklop Festival / Q3642773